# Mark Taubert
Professor Mark Taubert FRCP FRCGP FLSW is een Duits-Britse palliatieve zorgarts- consulent en hoogleraar geneeskunde aan de Universiteit van Cardiff, die volgens de website van Western Mail en de Welsh Government aanzienlijk heeft bijgedragen aan de ontwikkeling van zijn specialiteit, en erkenning heeft gekregen als arts en campagnevoerder, nationaal en internationaal.
Taubert schreef een open brief aan Bowie in januari 2016 die hij op de website van het vakblad British Medical Journal postte.
Volgens mij was het geen toeval dat je zachte dood thuis zo kort na de release van je album met afscheidsberichten kwam. Alles was zorgvuldig gepland opdat het album een werk van doodskunst zou worden.
De zoon van Bowie, Duncan Jones, heeft de huldebrief gedeeld op Twitter. David Bowie overleed op 10 januari thuis in New York, omringd door familie en vrienden, na een anderhalf jaar durende strijd tegen kanker.
Taubert is oprichter van TalkCPR, een internationale informatiecampagne over reanimatie. Hij is nationaal voorzitter van de Advance & Future Care Strategy Group voor de NHS Wales Executive.

## Mediawerk
Taubert heeft artikelen geschreven over medische onderwerpen en palliatieve zorg in internationale kranten zoals de Washington Post en de Guardian. Taubert richtte Talk CPR op, een internationale informatiecampagne. Zijn verklarende Talk CPR-bronnen zijn wereldwijd meer dan een miljoen keer bekeken, en hij is geïnterviewd en gesproken over het onderwerp op BBC News at Six en BBC News at 10.
Taubert heeft een TEDx-lezing gehouden over het gebruik van taal in de palliatieve zorg. Hij was ook te zien op twee opnames met palliatieve zorgthema voor het Britse BBC Listening Project in 2019 en 2020 en op BBC Horizon 's 'We need to talk about Death' met Kevin Fong.

## Open brief aan David Bowie
De brief:
"Beste David,
Oh nee, zeg dat het niet waar is -, terwijl jouw stervensproces zijn intrede doet, in de loop van die grijze, koude januari dagen van 2016,- gaat het leven voor velen van ons gewoon z’n gangetje. Aan het begin van deze week had ik een gesprek met een ziekenhuispatiënt, die het einde van haar leven zag naderen. We bespraken jouw overlijden en je muziek, en het heeft ons op tal van zwaardere onderwerpen gebracht, die niet altijd eenvoudig zijn om te bespreken met iemand die geconfronteerd wordt met haar eigen einde. In feite, werd je verhaal voor ons een ingang om heel open te communiceren over de dood, een onderwerp dat voor veel artsen en verpleegkundigen een worsteling betekent om als gespreksstof naar voren te brengen. Maar voordat ik verder inga op bovengenoemd gesprek, moeten mij een paar andere dingen van het hart, en ik hoop dat je dat niet eindeloos saai vindt.
Dank je voor de jaren tachtig, toen je met het ChangesOneBowie album, ons uren luistergenot gaf, in het bijzonder op een reis van Darmstadt naar Keulen en terug. Mijn vrienden en ik zullen waarschijnlijk Diamond Dogs, Rebel Rebel, China Girl en Golden Years altijd associëren met die speciale periode in ons leven. Onnodig te zeggen, dat we een geweldige tijd hadden in Keulen.
Dank je voor Berlin, vooral in het begin, toen je songs een muzikaal deel waren van wat er gebeurde in Oost- en West-Duitsland. Ik heb nog steeds ‘Helden‘ op vinyl en draaide het weer, toen ik hoorde dat je was gestorven (het zal je een genoegen zijn te horen dat Helden ook een hoogtepunt zal zijn op onze volgende Analogue Music Club in de Pilot pub in Penarth later deze maand). Sommigen associëren David Hasselhoff met de val van de muur en de Duitse hereniging; maar veel Duitsers zouden de heer Hasselhoff waarschijnlijk een sigaret in z’n mond hebben gestopt, in plaats van te moeten luisteren naar “I’ve been looking for freedom” dat eindeloos op de radio was. Voor mij is die periode in onze geschiedenis muzikaal verankerd in ‘Heroes‘.
Mede bedankt namens mijn vriend Ifan, die naar één van je optredens in Cardiff ging. Zijn zuster Haf stond die avond bij de deur en ik hoorde een gerucht dat Ifan erin geslaagd was om gratis naar binnen te glippen (hij zegt alsnog sorry!). Je wuifde naar hem en zijn vriend vanaf het podium, en dat zal eeuwig in zijn geheugen blijven.
Dank je voor Lazarus en Blackstar. Ik ben arts palliatieve zorg, en wat jij gedaan hebt in de periode rondom je overlijden heeft een diepgaande invloed op mij gehad en op veel van mijn medewerkers. Je album is bezaaid met verwijzingen, hints en toespelingen. Zoals altijd, heb je de interpretatie van je teksten niet zo gemakkelijk gemaakt, maar misschien is dat niet het punt. Ik heb vaak gehoord hoe precies en toegewijd je in je leven was. Het feit dat je zachte dood thuis, samenviel met het uitkomen van je album, met de afscheidsboodschap, is in mijn ogen geen toeval. Dit alles was zorgvuldig gepland, om een ‘kunstwerk van de dood’ te worden. De video van Lazarus is erg diepgaand en veel van de scènes zullen voor velen van ons een verschillende betekenis hebben; voor mij gaat het over het omgaan met het verleden op het moment dat je wordt geconfronteerd met je onvermijdelijke dood.
Je overlijden thuis. Veel mensen die ik spreek in mijn werk, denken dat doodgaan iets is dat voornamelijk plaatsvindt in ziekenhuizen, in zeer klinische omstandigheden, maar ik neem aan dat je liever thuis was en liever alles zelf tot in detail regelde. Dit is één van onze doelstellingen in de palliatieve zorg, en de mogelijkheid om dit te realiseren kan voor anderen betekenen dat ze het zien als een optie waar ze ook graag voor kiezen. Van de foto’s, die een aantal dagen na je overlijden naar buiten kwamen, werd gezegd dat ze in de laatste weken van je leven gemaakt zijn. Ik weet niet of dit juist is, maar ik ben er zeker van dat velen van ons zich in een mooi pak zouden willen hijsen op dezelfde manier zoals jij op die foto’s. Je zag er geweldig uit, zoals altijd, en het was in volmaakte tegenspraak met al die enge monsters waarmee die laatste weken van het leven geassocieerd worden.
Voor de noodzakelijk symptoombestrijding, zal je waarschijnlijk advies hebben gehad van professionals in de palliatieve zorg, ter voorkomen van pijn, tegen misselijkheid, braken, kortademigheid, en ik stel me voor dat ze dat goed gedaan hebben. Ik denk dat ze ook gesproken hebben over de eventuele emotionele pijn die je wellicht hebt gehad.
Om de symptomen te beheersen (dat wil zeggen de planning van zorgbeslissingen voordat de situatie verergert en voor dat je niet meer in staat bent om je uit te drukken), ben ik er zeker van dat je het over een heleboel ideeën, verwachtingen, voorafgaande beslissingen en bepalingen hebt gehad. Deze kunnen duidelijk op schrift zijn gezet, aan je bed thuis, dus dat iedereen die je kwam bezoeken duidelijk wist wat je wilde, ongeacht je vermogen om te communiceren. Het is een zaak die niet alleen de palliatieve zorg professionals, maar in feite alle gezondheidswerkers willen bieden en verbeteren, zodat het minder waarschijnlijk wordt dat een plotselinge neergang in de gezondheid automatisch zal resulteren in een ambulancetransport naar de eerstehulpafdeling. Dit vooral als mensen niet meer in staat zijn goed te communiceren.
En ik betwijfel of iemand je nog heeft gereanimeerd in de laatste uren/dagen van je leven, of het zelfs maar heeft overwogen. Helaas, is dit voor sommige patiënten, die niet actief hebben gekozen voor palliatieve behandeling, nog steeds standaard. Het gaat om fysieke, soms botbrekende borstcompressie, elektrische schokken, injecties en intubatie, hetgeen slechts bij 1-2% succesvol is bij patiënten bij wie de kanker is uitgezaaid naar andere organen in het lichaam. Het is zeer waarschijnlijk dat je het medisch team gevraagd hebt om je een niet-reanimatie-verklaring te geven (dit is iets dat we hier in Wales proberen aan te bieden, als onderdeel van de TalkCPR campagne voor mensen met een palliatieve ziekte). Ik kan me alleen maar voorstellen hoe het geweest moet zijn om dit te bespreken, maar nogmaals je was een held, of een ‘Held’, zelfs in deze meest problematische tijd van je leven.
En de professionals die je zag hadden goede kennis van en vaardigheden in het geven van palliatieve en terminale zorg. Helaas, is dit essentiële gedeelte van de opleiding niet altijd beschikbaar voor jonge professionals in de gezondheidszorg, zoals artsen en verpleegkundigen, en wordt dit onderdeel soms over het hoofd gezien of krijgt het geen prioriteit bij degenen die de opleiding plannen. Ik denk dat als je ooit terug zou keren (zoals Lazarus deed), dan zou je er een fel voorstander van zijn dat goede training in palliatieve zorg overal beschikbaar is en aangeboden wordt.
Terug naar het gesprek dat ik had met de dame die onlangs het nieuws kreeg dat ze een vorm van vergevorderde kanker had, met de nodige uitzaaiingen, en dat ze waarschijnlijk niet veel langer dan een jaar of zo te leven had. Ze sprak over jou en ze hield van je muziek, maar om een of andere reden was ze niet onder de indruk van je Ziggy Stardust costuum (ze was er niet zeker van of je een jongen of een meisje was). Zij had ook herinneringen aan plaatsen en gebeurtenissen waarvoor jij een eigenzinnige soundtrack had geleverd. En toen hebben we gesproken over een goede dood, het moment van sterven en hoe dat er meestal uitziet. En we spraken over palliatieve zorg en hoe dat kan helpen. Ze vertelde me over het sterven van haar moeder en van haar vader, en dat ze thuis wilde zijn als de ziekte vorderde, niet in een ziekenhuis of op spoedeisende hulp, maar dat ze graag zou worden opgenomen in de lokale hospice als haar symptomen te ernstig zouden worden om nog thuis te kunnen behandelen.
We hebben ons allebei afgevraagd wie er bij ons zou zijn wanneer we de laatste adem uitblazen en of iemand onze hand zou vasthouden. Ik denk dat dit deel uitmaakte van het beeld dat ze had over haar eigen moment van sterven, dat van het grootste belang voor haar was, en jij gaf haar een manier om dit persoonlijke verlangen met mij, relatief een vreemdeling, te delen.
Dank je. "